# 上海特急

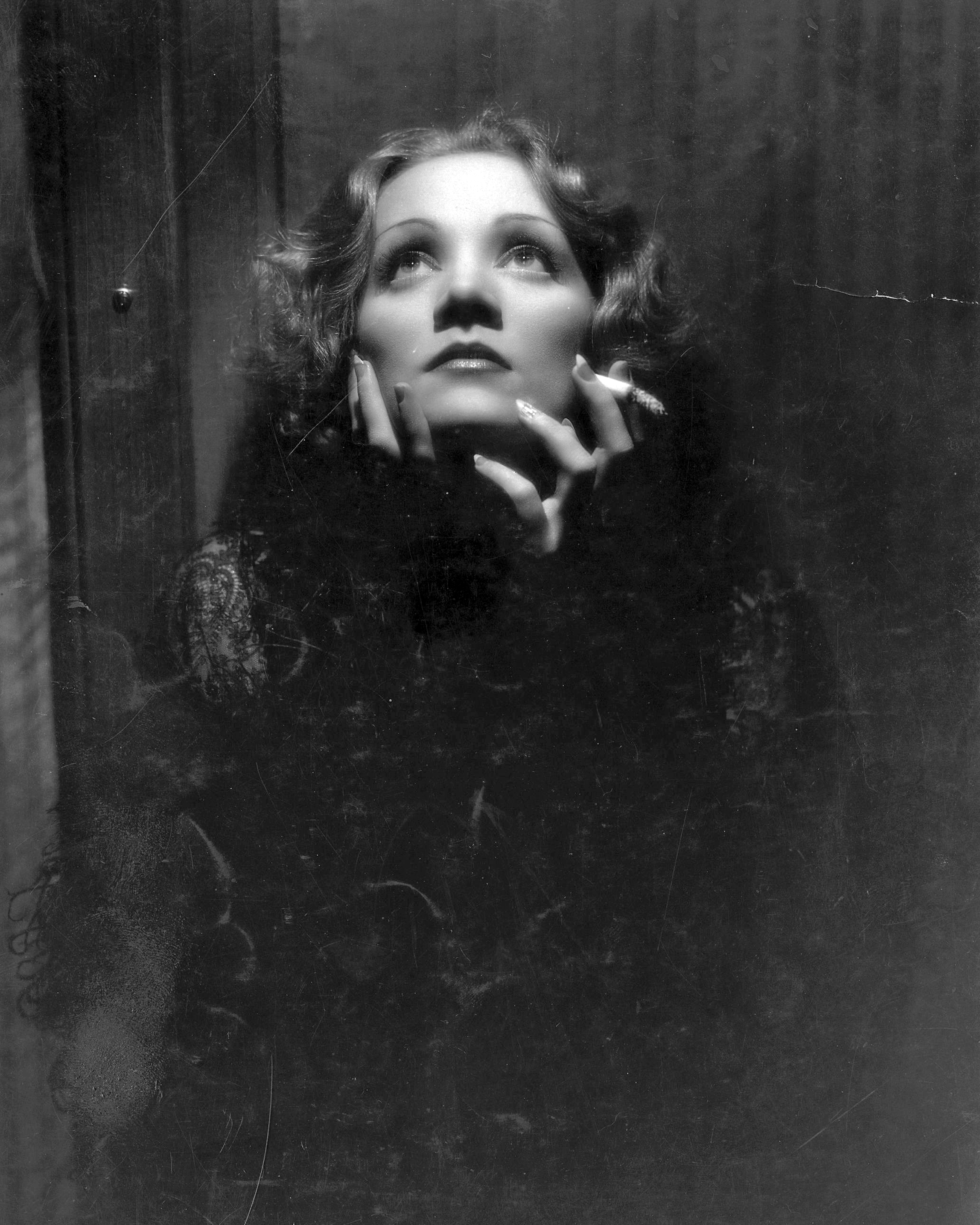
『上海特急』のマレーネ・ディートリヒ。

『上海特急』（シャンハイとっきゅう、英語: Shanghai Express）は、1932年に製作・公開されたアメリカ合衆国の映画である。
ジョセフ・フォン・スタンバーグが監督し、マレーネ・ディートリヒとクライヴ・ブルックが主演した。脚本は、ハリー・ハーヴェイによる1931年の短編小説に基づきジュールズ・ファースマンが執筆した。

## キャスト
※括弧内は日本語吹替（テレビ版）
- 上海リリー：マレーネ・ディートリヒ（渡辺知子）
- ドナルド・ハーヴェイ：クライヴ・ブルック（中田浩二）
- フイ・フェイ：アンナ・メイ・ウォン（吉田理保子）
- ヘンリー・チャン：ワーナー・オーランド（水島晋）
- サム・ソルト：ユージン・ポーレット
- カーマイケル氏：ローレンス・グラント
- ハガティ夫人：ルイズ・クロッサー・ヘイル（川路夏子）
- エリック・バウム：グスタフ・フォン・セイファーティッツ（宮内幸平）
- レナード少佐：エミール・ショータード
  - その他吹替：石井敏郎、筈見純、和田啓、熊倉重之

## スタッフ
- 監督：ジョセフ・フォン・スタンバーグ
- 製作総指揮：アドルフ・ズーカー（クレジットなし）
- 脚本：ジュールス・ファースマン
- 撮影：リー・ガームズ、ジェームズ・ウォン・ハウ（クレジットなし）
- 編集：フランク・サリヴァン（クレジットなし）
- 美術：ハンス・ドライアー（クレジットなし）
- 衣裳：トラヴィス・バントン

日本語版
- 演出：好川阿津志
- 翻訳：桂ふとし
- 制作：グロービジョン

## 受賞歴
| 賞                | 部門   | 対象                           | 結果       |
| ----------------- | ------ | ------------------------------ | ---------- |
| 第5回アカデミー賞 | 作品賞 | N/A                            | ノミネート |
| 第5回アカデミー賞 | 監督賞 | ジョセフ・フォン・スタンバーグ | ノミネート |
| 第5回アカデミー賞 | 撮影賞 | リー・ガームズ                 | 受賞       |